# Molly Nutley
Molly Rebecca Nutley (født 16. marts 1995 i Stockholm) er en svensk skuespillerinde og instruktør. Hun er datter af skuespillerinden Helena Bergström og filminstruktøren Colin Nutley.
Molly Nutley fik sin første filmrolle i Som dag og nat (2009), som hendes mor instruerede. Hendes store gennembrud var dog for rollen som Alice Zander i Englegård - alle gode gange 3 (2010).  

## Udvalgt filmografi
- Som dag og nat (2009)
- Englegård - alle gode gange 3 (2010)
- Julie (2013)
- Tykkere end vand (tv-serie, 2014-2020)
- Beck (tv-serie, 2015)
- Alena (2015)
- Savnet (tv-serie, 2017)
- Kommissæren og havet (tv-serie, 2017)
- Gåsmamman (tv-serie, 2019)
- Bryllup, begravelse og dåb (tv-serie, 2019-2020)
- Dancing Queens (2021)
- Bryllup, begravelse og dåb - filmen (2021)